# Amerasians
Amerasians – grupa ludności z Azji Południowo-Wschodniej, będąca dziećmi żołnierzy armii Stanów Zjednoczonych służących podczas wojny wietnamskiej i stacjonujących w Wietnamie, Laosie czy Kambodży. Liczbę Amerasians szacuje się na nawet 500 tys. Komunistyczne władze Wietnamu prześladowały matki takich dzieci za współżycie z Amerykanami poprzez zesłanie do obozów reedukacyjnych, a same dzieci były porzucane lub oddawane do sierocińców. W 1987 roku Kongres Stanów Zjednoczonych uchwalił ustawę Amerasian Homecoming Act, która przyznała potomkom żołnierzy specjalny status imigracyjny. Na mocy tej ustawy wyemigrowało do Stanów Zjednoczonych ok. 23 tys. Amerasians i 67 tys. ich krewnych.